# Coupe Billie Jean King 2020-2021
Navigation
Fed Cup 2019 Édition 2022
La Coupe Billie Jean King 2020-2021 est la 58e édition du plus important tournoi de tennis opposant des équipes nationales féminines. En raison de la pandémie de Covid-19, cette édition se dispute sur 2 ans. La compétition était encore nommée Fed Cup lors des qualifications en 2020 et se voit renommer Coupe Billie Jean King entre les phases qualificative et finale.
La Russie remporte la compétition en battant en finale la Suisse.

## Organisation
Une nouvelle organisation se met en place avec cette nouvelle édition, à l'image de la réforme opérée par la Coupe Davis en 2019.
Les différents groupes mondiaux sont regroupés en un seul groupe mondial, organisé en 2 temps : une phase de qualifications début février 2020 et une phase finale en avril 2020 (reportée à novembre 2021 en raison de la pandémie de coronavirus).
- Tout d'abord, la phase de qualifications où 16 nations s'affrontent deux à deux selon l'ancien format (rencontres en 4 simples et un double à disputer chez l'une des deux équipes). Les équipes retenues pour cette phase sont les 2 nations demi-finalistes de l'année précédente, les nations des barrages du groupe mondial I, les 4 nations vainqueurs des barrages du groupe mondial II et 3 nations perdantes de ce même barrage en fonction du classement mondial. Les nations remportant leur duel se qualifient pour la phase finale. Les nations perdantes s'affronteront la même semaine que la phase finale pour pouvoir rester dans la compétition l'année suivante[3].

- La deuxième phase se déroule sur une seule semaine à l'O2 Arena de Prague, du 1er au 6 novembre 2021. Elle voit s'affronter 12 équipes réparties en 4 poules de 3 : les 8 nations issues des qualifications, les 2 nations finalistes de la saison précédente, 1 nation invitée et la nation accueillant la compétition. Les rencontres se déroulent en 2 simples et 1 double. Les nations en tête de chaque groupe se qualifient pour les demi-finales puis pour la finale. Parmi les 8 nations éliminées, celles classées de la 5e à la 10e place sont automatiquement qualifiées pour les qualifications de l'année suivante tandis que les 2 dernières nations (classées 11e et 12e) sont reléguées dans leur groupe continental.

## Qualifications
Les qualifications comptent 16 équipes qui s'affrontent en face à face en un seul tour organisé en février 2020. Les vainqueurs participent à la phase finale et les vaincus aux barrages.
| États-Unis (1)                                     | Biélorussie (2) | Roumanie (3) | Allemagne (4) | Espagne (5) | Suisse (6) | Belgique (7) | Grande-Bretagne (8) |
| Lettonie                                           | Canada          | Japon        | Slovaquie     | Russie      | Kazakhstan | Brésil       | Pays-Bas            |
| Note : Les équipes numérotées sont têtes de série. |                 |              |               |             |            |              |                     |

### Rencontres
| États-Unis – Lettonie : 3 - 2 Angel of the Winds Arena, Everett, États-Unis 7 - 8 février 2020, Dur (int.) |                                   |                                       |                 |
| 1 | Sofia Kenin                       | Anastasija Sevastova                  | 6-2, 6-2        |
| 1 | Serena Williams                   | Jeļena Ostapenko                      | 7-64, 7-63      |
| 1 | Sofia Kenin                       | Jeļena Ostapenko                      | 3-6, 6-2, 2-6   |
| 1 | Serena Williams                   | Anastasija Sevastova                  | 65-7, 6-2, 64-7 |
| 1 | Bethanie Mattek-Sands Sofia Kenin | Jeļena Ostapenko Anastasija Sevastova | 6-4, 6-0        |

| Pays-Bas – Biélorussie : 2 - 3 Sportcampus Zuiderpark, La Haye, Pays-Bas 7 - 8 février 2020, Terre battue (int.) |                           |                                       |                |
| 2 | Kiki Bertens              | Aliaksandra Sasnovich                 | 65-7, 6-2, 6-1 |
| 2 | Arantxa Rus               | Aryna Sabalenka                       | 2-6, 3-6       |
| 2 | Kiki Bertens              | Aryna Sabalenka                       | 6-4, 6-4       |
| 2 | Arantxa Rus               | Aliaksandra Sasnovich                 | 6-0, 5-7, 2-6  |
| 2 | Kiki Bertens Demi Schuurs | Aryna Sabalenka Aliaksandra Sasnovich | 6-4, 3-6, 68-7 |

| Roumanie – Russie : 2 - 3 BT Arena, Cluj-Napoca, Roumanie 7 - 8 février 2020, Dur (int.) |                                         |                               |                |
| 3                                                                                        | Elena-Gabriela Ruse                     | Ekaterina Alexandrova         | 1-6, 4-6       |
| 3                                                                                        | Ana Bogdan                              | Veronika Kudermetova          | 6-3, 65-7, 6-1 |
| 3                                                                                        | Ana Bogdan                              | Ekaterina Alexandrova         | 5-7, 6-3, 5-7  |
| 3                                                                                        | Elena-Gabriela Ruse                     | Veronika Kudermetova          | 7-5, 6-3       |
| 3                                                                                        | Jacqueline Cristian Elena-Gabriela Ruse | Anna Blinkova Anna Kalinskaya | 3-6, 2-6       |

| Brésil – Allemagne : 0 - 4 Costão do Santinho Resort, Florianópolis, Brésil 7 - 8 février 2020, Terre battue (ext.) |                             |                                    |           |
| 4 | Teliana Pereira             | Laura Siegemund                    | 3-6, 3-6  |
| 4 | Gabriela Cé                 | Tatjana Maria                      | 3-6, 65-7 |
| 4 | Gabriela Cé                 | Laura Siegemund                    | 1-6, 2-6  |
| 4 | Teliana Pereira             | Tatjana Maria                      | Non joué  |
| 4 | Laura Pigossi Luisa Stefani | Anna-Lena Friedsam Antonia Lottner | 1-6, 4-6  |

| Espagne – Japon : 3 - 1 Centro de Tenis La Manga Club, Carthagène, Espagne 7 - 8 février 2020, Terre battue (ext.) |                                           |                            |          |
| 5 | Sara Sorribes Tormo                       | Naomi Osaka                | 6-0, 6-3 |
| 5 | Carla Suárez Navarro                      | Misaki Doi                 | 6-3, 6-4 |
| 5 | Carla Suárez Navarro                      | Kurumi Nara                | 6-1, 6-3 |
| 5 | Sara Sorribes Tormo                       | Misaki Doi                 | Non joué |
| 5 | Lara Arruabarrena Aliona Bolsova Zadoinov | Shuko Aoyama Ena Shibahara | 2-6, 3-6 |

| Suisse – Canada : 3 - 1 Swiss Tennis Arena, Bienne, Suisse 7 - 8 février 2020, Dur (int.) |                                   |                                     |           |
| 6                                                                                         | Jil Teichmann                     | Leylah Annie Fernandez              | 7-64, 6-4 |
| 6                                                                                         | Belinda Bencic                    | Gabriela Dabrowski                  | 6-1, 6-2  |
| 6                                                                                         | Belinda Bencic                    | Leylah Annie Fernandez              | 2-6, 63-7 |
| 6                                                                                         | Jil Teichmann                     | Gabriela Dabrowski                  | 6-3, 6-4  |
| 6                                                                                         | Viktorija Golubic Stefanie Vögele | Bianca Andreescu Gabriela Dabrowski | Non joué  |

| Belgique – Kazakhstan : 3 - 1 SC Lange Munte, Courtrai, Belgique 7 - 8 février 2020, Dur (int.) |                               |                                  |               |
| 7                                                                                               | Elise Mertens                 | Zarina Diyas                     | 1-6, 6-2, 6-1 |
| 7                                                                                               | Ysaline Bonaventure           | Yulia Putintseva                 | 6-3 63-7, 2-6 |
| 7                                                                                               | Elise Mertens                 | Yulia Putintseva                 | 6-1 7-61      |
| 7                                                                                               | Kirsten Flipkens              | Zarina Diyas                     | 6-3, 6-4      |
| 7                                                                                               | Kirsten Flipkens Greet Minnen | Anna Danilina Yaroslava Shvedova | Non joué      |

| Slovaquie – Grande-Bretagne : 3 - 1 Axa Aréna NTC, Bratislava, Slovaquie 7 - 8 février 2020, Terre battue (int.) |                                       |                             |                |
| 8 | Anna Karolína Schmiedlová             | Heather Watson              | 6-2, 6-3       |
| 8 | Viktória Kužmová                      | Harriet Dart                | 63-7, 6-3, 7-5 |
| 8 | Viktória Kužmová                      | Heather Watson              | 0-6, 5-7       |
| 8 | Anna Karolína Schmiedlová             | Harriet Dart                | 7-5, 6-3       |
| 8 | Viktória Kužmová Magdaléna Rybáriková | Naikhta Bains Emma Raducanu | Non joué       |

## Phase finale
La phase finale se déroule en deux parties : une phase de poules (4 poules de 3 équipes) puis la phase à élimination directe (à partir des demi-finales). La compétition a lieu sur une semaine à la O2 Arena de Prague sur dur. En raison de la pandémie de coronavirus, la phase finale a été reportée et délocalisée de Budapest à Prague,. De ce fait, la Hongrie, qui était pays hôte, est remplacée par le Canada, l'équipe vainqueur des barrages la mieux classée.
Les nations finalistes de l'édition précédente sont automatiquement têtes de série no 1 et 2 et placées dans les groupes A et B, ainsi que les deux meilleures nations au classement mondial. Les autres nations sont classées selon leur rang au classement mondial (places de 5 à 8 et de 9 à 12) et sont tirées au sort.
Chaque nation dispute 2 rencontres de 3 matchs (2 simples et 1 double). 
| France (1)                                                                               | Australie (2) | États-Unis (3) | Tchéquie (4/WC) |
| Biélorussie (5)                                                                          | Allemagne (6) | Russie (7)     | Espagne (9)     |
| Slovaquie (10)                                                                           | Suisse (11)   | Belgique (12)  | Canada (-)      |
| Entre parenthèses : le classement des équipes lors du tirage au sort le 11 février 2020. |               |                |                 |

### Poules
| Rang | Pays   | Rencontres (V - D) | Matchs (V - D) | Sets | Jeux  |
| ---- | ------ | ------------------ | -------------- | ---- | ----- |
| 1    | Russie | 2-0                | 5-1            | 11-4 | 82-51 |
| 2    | Canada | 1-1                | 2-4            | 5-9  | 59-76 |
| 3    | France | 0-2                | 2-4            | 6-9  | 67-81 |

| Rang | Pays        | Rencontres (V - D) | Matchs (V - D) | Sets | Jeux  |
| ---- | ----------- | ------------------ | -------------- | ---- | ----- |
| 1    | Australie   | 2-0                | 4-2            | 8-7  | 71-67 |
| 2    | Belgique    | 1-1                | 3-3            | 8-7  | 73-61 |
| 3    | Biélorussie | 0-2                | 2-4            | 6-8  | 55-71 |

| France – Canada : 1-2 1er novembre 2021 |                          |                                   |               |
| 1                                       | Fiona Ferro              | Françoise Abanda                  | 6-4, 4-6, 4-6 |
| 1                                       | Alizé Cornet             | Rebecca Marino                    | 6-4, 7-65     |
| 1                                       | Clara Burel Alizé Cornet | Gabriela Dabrowski Rebecca Marino | 3-6, 66-7     |

| Biélorussie – Belgique : 1-2 1er novembre 2021 |                                  |                                |               |
| 1                                              | Iryna Shymanovich                | Greet Minnen                   | 2-6, 2-6      |
| 1                                              | Aliaksandra Sasnovich            | Elise Mertens                  | 2,6, 6-4, 2-6 |
| 1                                              | Vera Lapko Aliaksandra Sasnovich | Kirsten Flipkens Elise Mertens | 6-4, 6-3      |

| Russie – Canada : 3-0 2 novembre 2021 |                                         |                                   |               |
| 2                                     | Daria Kasatkina                         | Carol Zhao                        | 6-3, 6-1      |
| 2                                     | Anastasia Pavlyuchenkova                | Rebecca Marino                    | 6-4, 4-6, 6-2 |
| 2                                     | Liudmila Samsonova Veronika Kudermetova | Gabriela Dabrowski Rebecca Marino | 6-3, 6-1      |

| Australie – Belgique : 2-1 2 novembre 2021 |                           |                            |                |
| 2                                          | Daria Gavrilova           | Greet Minnen               | 6-4, 1-6, 6-4  |
| 2                                          | Storm Sanders             | Elise Mertens              | 3-6, 7-65, 6-0 |
| 2                                          | Ellen Perez Storm Sanders | Elise Mertens Greet Minnen | 2-6, 4-6       |

| France – Russie : 1-2 3 novembre 2021 |                          |                                         |               |
| 3                                     | Clara Burel              | Ekaterina Alexandrova                   | 3-6, 6-4, 6-3 |
| 3                                     | Alizé Cornet             | Anastasia Pavlyuchenkova                | 7-5, 4-6, 2-6 |
| 3                                     | Clara Burel Alizé Cornet | Veronika Kudermetova Liudmila Samsonova | 2-6, 1-6      |

| Australie – Biélorussie : 2-1 4 novembre 2021 |                            |                                        |               |
| 3                                             | Storm Sanders              | Yuliya Hatouka                         | 6-3, 6-3      |
| 3                                             | Ajla Tomljanović           | Aliaksandra Sasnovich                  | 4-6, 6-2, 6-3 |
| 3                                             | Olivia Gadecki Ellen Perez | Lidziya Marozava Aliaksandra Sasnovich | 4-6, 4-6      |

| Rang | Pays       | Rencontres (V - D) | Matchs (V - D) | Sets | Jeux  |
| ---- | ---------- | ------------------ | -------------- | ---- | ----- |
| 1    | États-Unis | 1-1                | 3-3            | 7-6  | 60-51 |
| 2    | Slovaquie  | 1-1                | 3-3            | 8-8  | 64-66 |
| 3    | Espagne    | 1-1                | 3-3            | 7-8  | 58-65 |

| Rang | Pays      | Rencontres (V - D) | Matchs (V - D) | Sets | Jeux  |
| ---- | --------- | ------------------ | -------------- | ---- | ----- |
| 1    | Suisse    | 2-0                | 5-1            | 10-3 | 61-45 |
| 2    | Tchéquie  | 1-1                | 3-3            | 7-7  | 68-72 |
| 3    | Allemagne | 0-2                | 1-5            | 4-11 | 56-78 |

| Espagne – Slovaquie : 2-1 1er novembre 2021 |                                          |                                    |                  |
| 1                                           | Carla Suárez Navarro                     | Viktória Kužmová                   | 2-6, 6-3, 3-6    |
| 1                                           | Sara Sorribes Tormo                      | Anna Karolína Schmiedlová          | 6-3, 3-6, 6-2    |
| 1                                           | Sara Sorribes Tormo Carla Suárez Navarro | Viktória Kužmová Tereza Mihalíková | 4-6, 6-2, [10-7] |

| Tchéquie – Allemagne : 2-1 1er novembre 2021 |                                   |                                  |                   |
| 1                                            | Markéta Vondroušová               | Andrea Petkovic                  | 6-1, 6-3          |
| 1                                            | Barbora Krejčíková                | Angelique Kerber                 | 7-65, 0-6, 4-6    |
| 1                                            | Lucie Hradecká Kateřina Siniaková | Anna-Lena Friedsam Jule Niemeier | 6-4, 62-7, [10-8] |

| États-Unis – Slovaquie : 1-2 2 novembre 2021 |                                   |                                    |                    |
| 2                                            | Shelby Rogers                     | Viktória Kužmová                   | 4-6, 4-6           |
| 2                                            | Danielle Collins                  | A. K. Schmiedlová                  | 6-3, 6-2           |
| 2                                            | Caroline Dolehide Coco Vandeweghe | Viktória Kužmová Tereza Mihalíková | 2-6, 7-65, [10-12] |

| Allemagne – Suisse : 0-3 2 novembre 2021 |                                    |                                 |               |
| 2                                        | Andrea Petkovic                    | Viktorija Golubic               | 4-6, 5-7      |
| 2                                        | Angelique Kerber                   | Belinda Bencic                  | 7-5, 2-6, 2-6 |
| 2                                        | Anna-Lena Friedsam Nastasja Schunk | Viktorija Golubic Jil Teichmann | 1-6, 2-6      |

| États-Unis – Espagne : 2-1 3 novembre 2021 |                                   |                                |          |
| 3                                          | Sloane Stephens                   | Nuria Párrizas Díaz            | 6-4, 6-4 |
| 3                                          | Danielle Collins                  | Sara Sorribes Tormo            | 6-1, 6-0 |
| 3                                          | Caroline Dolehide Coco Vandeweghe | Aliona Bolsova Rebeka Masarova | 3-6, 4-6 |

| Tchéquie – Suisse : 1-2 4 novembre 2021 |                                   |                              |          |
| 3                                       | Markéta Vondroušová               | Viktorija Golubic            | 6-4, 6-2 |
| 3                                       | Barbora Krejčíková                | Belinda Bencic               | 6-7, 4-6 |
| 3                                       | Kateřina Siniaková Lucie Hradecká | Jil Teichmann Belinda Bencic | 3-6, 3-6 |

### Phase à élimination directe

#### Tableau
|  | Demi-finales 5 novembre 2021 | Demi-finales 5 novembre 2021 |        |   | Finale 6 novembre 2021 | Finale 6 novembre 2021 |
|  | Demi-finales 5 novembre 2021 | Demi-finales 5 novembre 2021 |        |   | Finale 6 novembre 2021 | Finale 6 novembre 2021 |
|  |                              |                              |        |   |                        |                        |
|  |                              |                              |        |   |                        |                        |
|  |                              |                              |        |   |                        |                        |
|  | Russie                       | 2                            |        |   |                        |                        |
|  | Russie                       | 2                            |        |   |                        |                        |
|  | États-Unis                   | 1                            |        |   |                        |                        |
|  | États-Unis                   | 1                            | Russie | 2 |                        |                        |
|  |                              |                              | Russie | 2 |                        |                        |
|  |                              | Suisse                       | 0      |   |                        |                        |
|  | Australie                    | Suisse                       | 0      | 0 |                        |                        |
|  | Australie                    |                              |        | 0 |                        |                        |
|  | Suisse                       | 2                            |        |   |                        |                        |
|  | Suisse                       | 2                            |        |   |                        |                        |

#### Demi-finales
| Russie – États-Unis : 2-1 5 novembre 2021 |                                         |                               |                 |
| 1                                         | Liudmila Samsonova                      | Sloane Stephens               | 1-6, 6-4, 6-3   |
| 1                                         | Anastasia Pavlyuchenkova                | Danielle Collins              | 7-69, 62-7, 2-6 |
| 1                                         | Veronika Kudermetova Liudmila Samsonova | Shelby Rogers Coco Vandeweghe | 6-3, 6-3        |

| Australie – Suisse : 0-2 5 novembre 2021 |                           |                                   |          |
| 2                                        | Storm Sanders             | Jil Teichmann                     | 0-6, 3-6 |
| 2                                        | Ajla Tomljanović          | Belinda Bencic                    | 3-6, 2-6 |
| 2                                        | Ellen Perez Storm Sanders | Viktorija Golubic Stefanie Vögele | Non joué |

#### Finale
| Russie – Suisse : 2-0 6 novembre 2021 |                                       |                                   |               |
| 1                                     | Daria Kasatkina                       | Jil Teichmann                     | 6-2, 6-4      |
| 1                                     | Liudmila Samsonova                    | Belinda Bencic                    | 3-6, 6-3, 6-4 |
| 1                                     | Ekaterina Alexandrova Daria Kasatkina | Viktorija Golubic Stefanie Vögele | Non joué      |

## Barrages
Les équipes qui ont perdu en phase de qualifications se retrouvent en barrages face aux équipes ayant remporté leur groupe continental pour conserver leur place dans le groupe mondial (ou pour y accéder) l'année suivante.
Les barrages qui devaient se dérouler en avril 2020, en même temps que la phase finale, sont reportés à 2021 en raison de la pandémie de Covid-19.
| Équipes éliminées de la phase de qualifications                                                 | Roumanie (8)   | Grande-Bretagne (14) | Lettonie (13) | Canada (16)   |
| Équipes éliminées de la phase de qualifications                                                 | Japon (17)     | Kazakhstan (18)      | Brésil (20)   | Pays-Bas (40) |
| Équipes issues de la zone Europe/Afrique                                                        | Serbie (19)    | Pologne (21)         | Italie (22)   | Ukraine (29)  |
| Équipes issues de la zone Amériques                                                             | Argentine (24) | Mexique (26)         |               |               |
| Équipes issues de la zone Asie/Océanie                                                          | Chine (45)     | Inde (56)            |               |               |
| Entre parenthèses, le classement mondial des équipes lors du tirage au sort le 11 février 2020. |                |                      |               |               |

Les rencontres se déroulent les 16 et 17 avril 2021 mais plusieurs rencontres ont été inversées par rapport au tirage au sort en raison des contraintes d'organisation.
| Lieu                                  | Surface      | Hôtes           | Score | Visiteurs  | Lien FdM   |
| ------------------------------------- | ------------ | --------------- | ----- | ---------- | ---------- |
| Bytom*                                | Dur (int.)   | Pologne         | 3 - 2 | Brésil     | [ Note 1 ] |
| Londres                               | Dur (int.)   | Grande-Bretagne | 3 - 1 | Mexique    | [ Note 2 ] |
| Kraljevo                              | Dur (int.)   | Serbie          | 0 - 4 | Canada     | [ Note 3 ] |
| Jūrmala                               | Dur (int.)   | Lettonie        | 3 - 1 | Inde       | [ Note 4 ] |
| Tchornomorsk                          | Terre (ext.) | Ukraine         | 4 - 0 | Japon      | [ Note 5 ] |
| Cluj-Napoca*                          | Dur (int.)   | Roumanie        | 1 - 3 | Italie     | [ Note 6 ] |
| Córdoba*                              | Terre (ext.) | Argentine       | 2 - 3 | Kazakhstan | [ Note 7 ] |
| Bois-le-Duc                           | Terre (int.) | Pays-Bas        | 3 - 2 | Chine      | [ Note 8 ] |
| * Pays hôte décidé par tirage au sort |              |                 |       |            |            |